# Gmina Svedala
Gmina Svedala (szw. Svedala kommun) – gmina w Szwecji, w regionie Skania, z siedzibą w Svedali.
Gminę zamieszkuje 18 541 osób, z czego 49,68% to kobiety (9212) i 50,32% to mężczyźni (9329). W gminie zameldowanych jest 506 cudzoziemców. Na każdy kilometr kwadratowy przypada 81,47 mieszkańca. Pod względem wielkości gmina zajmuje 240. miejsce.